# انسداد الزائدة الأذينية اليسرى
انسداد الزائدة الأذينية اليسرى، يُسمى أيضًا إغلاق الزائدة الأذينية اليسرى، إستراتيجية علاجية لتقليل مخاطر تشكل خثرة في الأذينة اليسرى ودخولها مجرى الدم والتسبب في حدوث سكتة دماغية لدى المرضى الذين يعانون من الرجفان الأذيني غير الصمامي.
في الرجفان الأذيني غير الصمامي، تتشكل أكثر من 90% من الخثرات المسببة للسكتة الدماغية التي تأتي من القلب في الزائدة الأذينية اليسرى. العلاج الأكثر شيوعًا المستخدم لخطر الإصابة بسكتة دماغية مرتبطة بالرجفان الأذيني هو العلاج بالمميعات، وتسمى أيضًا مضادات التخثر الفموية، والتي تقلل من احتمال تشكل خثرات الدم. تعد هذه الأدوية (التي تشمل الوارفارين، وغيره من مميعات الدم الأحدث المعتمدة) فعالة جدًا في تقليل مخاطر الإصابة بالسكتة الدماغية لدى مرضى الرجفان الأذيني. يمكن لمعظم المرضى تناول هذه الأدوية بأمان لسنوات (وحتى عقود) دون آثار جانبية خطيرة.
رغم ذلك، يجد بعض المرضى أن مميعات الدم قد تكون صعبة التحمل أو محفوفة بالمخاطر. لأنها تمنع تخثر الدم عن طريق تمييعه، قد تزيد من خطر حدوث مشاكل النزف. في مجموعة مختارة من المرضى، قرر الأطباء أن هناك حاجة إلى بديل عن مميعات الدم لتقليل مخاطر الإصابة بالسكتة الدماغية. لا يخضع نحو 45% من المرضى للعلاج بالوارفارين بسبب مشاكل التحمل أو ضرورة الامتثال. ينطبق ذلك بشكل خاص على كبار السن، رغم أن الدراسات أشارت إلى أمكانية استفادتهم أيضًا من مضادات التخثر.
إغلاق الزائدة الأذينية اليسرى هو بديل عن مميعات الدم قائم على الزرع. مثل مميعات الدم، لا تعالج زرعة إغلاق الزائدة الأذينية اليسرى الرجفان الأذيني. قد تنتج السكتة الدماغية عن عوامل لا تتعلق بانتقال خثرة دموية من الأذينة اليسرى إلى الدماغ. تشمل الأسباب الأخرى للسكتة الدماغية ارتفاع ضغط الدم وتضيق الأوعية الدموية المؤدية إلى الدماغ. لن تمنع غرسة إغلاق الزائدة الأذينية اليسرى هذه الأسباب الأخرى للسكتة الدماغية.

## الأجهزة والبدائل
يمكن تحقيق انسداد الزائدة الأذينية اليسرى باستخدام جهاز خارجي (جهاز لاريات) أو جهاز داخل وعائي (جهاز واتشمان). تمنع الطريقة الأولى (الربط) تروية الزائدة الأذينية اليسرى تمامًا. رغم فعاليتها في منع العديد من السكتات الدماغية، تمنع العمليات الإفرازية في الزائدة الأذينية اليسرى. تتضمن الاستراتيجية الثانية العديد من المخاطر أيضًا لكنها تحافظ على خصائص الإفراز القلبية للزائدة الأذينية اليسرى. تحتاج كلا الطريقتين مزيدًا من التقييم.
في 13 مارس عام 2015، وافقت إدارة الغذاء والدواء الأمريكية على زرعة واتشمان لإغلاق الزائدة الأذينية اليسرى، من شركة بوسطن ساينتفك، لتقليل مخاطر الانصمام الخثاري من الزائدة الأذينية اليسرى في المرضى الذين يعانون من الرجفان الأذيني غير الصمامي والذين هم في خطر متزايد للإصابة بالسكتة الدماغية ويوصى بإعطائهم مميعات دم، ويمكن إعطائهم الوارفارين ويوجد سبب مناسب للبحث عن بديل غير دوائي للوارفارين. دُرست زرعة واتشمان في تجربتين سريريتين عشوائيتين والعديد من السجلات السريرية. حصلت الزرعة على الموافقة في أوروبا في عام 2009.
زرعة واتشمان هي عبارة عن زرعة وحيدة الاستخدام تُجرى عادةً تحت التخدير العام مع توجيه بمخطط صدى القلب عبر المريء. على غرار إدخال الدعامة، يوجّه الجهاز إلى القلب من خلال أنبوب مرن (قسطر) يُدخل عبر الوريد الفخذي في الجزء العلوي من الساق. تُدخل الزرعة في الأذينة اليمنى ثم تمرر إلى الأذينة اليسرى من خلال ثقب. عادةً ما تختفي عيوب الحاجز الأذيني الصغيرة علاجية المنشأ هذه في غضون 6 أشهر. عند تحديد الموضع، تتحرر الزرعة وتُترك ثابتة في القلب بشكل دائم. لا تتطلب الزرعة جراحة قلب مفتوح ولا تحتاج إلى استبدال. يستغرق التعافي عادةً 24 ساعة.
يستمر المريض في تناول الوارفارين مع الأسبرين لمدة 45 يومًا بعد الزرع، وعند هذه النقطة يعود المريض لإجراء تخطيط صدى القلب عبر المريء للتأكيد على اكتمال الإغلاق وعدم وجود خثرات دموية. إذا اكتمل الإغلاق (لا توجد فجوات حول الجهاز أكبر من 5 مم في موضع الاتصال بالزائدة)، يستطيع المريض التوقف عن تناول الوارفارين ويبدأ بأخذ دواء كلوبيدوغريل مع الأسبرين لمدة 6 أشهر بعد الزرع. بعد 6 أشهر من الزرع، يُنصح المريض بالاستمرار في تناول الأسبرين إلى أجل غير مسمى. في التجربة السريرية، توقف 92% من المرضى عن تناول الوارفارين بعد 45 يومًا، وتوقف 99% منهم عن تناول الوارفارين بعد عام واحد.
يوجد جهاز آخر يسمى بلاتو (انسداد عبر القسطر للزائدة الأذينية اليسرى عن طريق الجلد) وكان أول جهاز يستخدم لانسداد الزائدة الأذينية اليسرى، رغم توقف تطويره من قبل الشركة المصنعة (شركة أبريفا الطبية، مقرها في سانيفال، كاليفورنيا). ضمن 210 مريض عولجوا بجهاز بلاتو، لوحظ انخفاض بنحو 61% في خطر حدوث سكتة دماغية.
استخدم جهاز أمبلاتزر، من شركة سانت جود الطبية، لإغلاق عيوب الحاجز الأذيني، لإغلاق ملحق الأذينة اليسرى. يمكن إجراء ذلك بدون تخدير عام وبدون توجيه تخطيط صدى القلب عبر المريء.
جهاز ألتراسيل إل إل أي، من شركة كارديا، هو جهاز يستخدم قسطر عبر الجلد ويهدف إلى منع الانصمام الخثاري من الزائدة الأذينية اليسرى لدى المرضى الذين يعانون من الرجفان الأذيني غير الصمامي. كما هو الحال مع جميع أجهزة كارديا (مثل: جهاز إغلاق عيوب الحاجز الأذيني أو جهاز إغلاق الثقبة البيضوية السالكة)، يمكن استرداد جهاز أتراسيل بالكامل وإعادة وضعه في نظام التوصيل القلبي المستخدم للتوزيع. يمكن استرداد الجهاز وإعادة وضعه عدة مرات في إجراء واحد دون استبدال الجهاز أو غلاف التوصيل.
توجد أجهزة أخرى لإغلاق الزائدة الأذينية اليسرى من داخل القلب مثل جهاز ويفكرست وجهاز لاريات. تستلزم التقنية الأخيرة إغلاق عروة خنق حول الزائدة الأذينية اليسرى، تُدخل من جدار الصدر بغلاف خاص، بعد إدخال بالون في الزائدة الأذينية اليسرى من السطح الداخلي للقلب (الشغاف).
يمكن أيضًا إزالة الزائدة الأذينية اليسرى جراحيًا بالتزامن مع إجراءات القلب الأخرى مثل جراحة المتاهة أو أثناء جراحة الصمام التاجي؛ على وجه التحديد، يمكن حجبه أو استبعاده عن طريق الخياطة والاستئصال الكلي أو الجزئي والربط والتدبيس مع أو بدون بتر الزائدة الأذينية اليسرى أو تطبيق نظام مشبك. أخيرًا، أُغلقت الزائدة الأذينية اليسرى لدى عدد محدود من المرضى باستخدام جراحة ثقب المفتاح في الصدر.

## الأحداث الضائرة
تشمل الأحداث الضائرة الرئيسية المتعلقة بهذا الإجراء الانصباب التاموري، وإغلاق الزائدة الأذينية اليسرى غير الكامل، وخلع الجهاز، وتشكل خثرة دموية على الجهاز، ما يتطلب أخذ مانعات التخثر الفموية لفترات طويلة، والمخاطر العامة للتقنيات القائمة على القسطر (مثل الانصمام الهوائي). قد يمنع تشريح الأذينة اليسرى أيضًا استخدام الجهاز لدى بعض المرضى.
تحيط الاهتمامات النظرية بدور الزائدة الأذينية اليسرى في تنظيم العطش واحتباس الماء لأنه مصدر مهم للعامل الأذيني المدر للصوديوم. قد يؤدي الحفاظ على الزائدة الأذينية اليمنى إلى إضعاف هذا التأثير.